# Mesquite (comté de Dallas, Texas)
Pour les articles homonymes, voir Mesquite.
Mesquite est une ville américaine située en banlieue de Dallas, dans l'État du Texas. Sa population était de 139 824 habitants lors du recensement de 2010.
Dite capitale texane du rodéo, Mesquite est le domicile du Resistol Arena, un amphithéâtre de renommée mondiale offrant du rodéo chaque fin de semaine depuis 1958 (Mesquite Championship Rodeo). Mesquite fut fondé en 1872 comme étape ferroviaire du T&P Railroad. Son centre-ville fut le site d'une célèbre attaque de train orchestrée par le bandit Sam Bass en 1878.

## Démographie
| Groupe            | Mesquite | Texas | États-Unis |
| ----------------- | -------- | ----- | ---------- |
| Blancs            | 57,0     | 70,4  | 72,4       |
| Afro-Américains   | 21,8     | 11,9  | 12,6       |
| Autres            | 12,0     | 10,6  | 6,4        |
| Asiatiques        | 3,2      | 3,8   | 4,8        |
| Métis             | 3,1      | 2,7   | 2,9        |
| Amérindiens       | 0,8      | 0,7   | 0,9        |
| Total             | 100      | 100   | 100        |
|                   |          |       |            |
| Latino-Américains | 31,6     | 37,6  | 16,7       |

Selon l'American Community Survey, pour la période 2011-2015, 65,66 % de la population âgée de plus de 5 ans déclare parler l'anglais à la maison, 29,37 % l'espagnol, 0,82 % une langue africaine, 0,60 % l'arabe, 0,60 % le tagalog et 2,95 % une autre langue.

## Source
- (en) Cet article est partiellement ou en totalité issu de l’article de Wikipédia en anglais intitulé « Mesquite, Texas » (voir la liste des auteurs).

1. ↑  « U.S. Census Bureau QuickFacts: Mesquite city, Texas », Bureau du recensement des États-Unis (consulté le 2 août 2024)
2. ↑  (en) « Mesquite, TX Population - Census 2010 and 2000 », sur censusviewer.com.
3. ↑  (en) « Population of Texas - Census 2010 and 2000 », sur censusviewer.com.
4. ↑  (en) « Language spoken at home by ability to speak English for the population 5 years and over », sur factfinder.census.gov.